# Спальона (Легницький повіт)
Спальона (пол. Spalona) — село в Польщі, у гміні Куниці Легницького повіту Нижньосілезького воєводства.
Населення — 561 особа (2011).
У 1975-1998 роках село належало до Легницького воєводства.

## Демографія
Демографічна структура станом на 31 березня 2011 року:
|          | Загалом | Допрацездатний вік | Працездатний вік | Постпрацездатний вік |
| -------- | ------- | ------------------ | ---------------- | -------------------- |
| Чоловіки | 267     | 58                 | 187              | 22                   |
| Жінки    | 294     | 66                 | 179              | 49                   |
| Разом    | 561     | 124                | 366              | 71                   |